# Mehr News Agency

Logo der Mehr News Agency

Die Mehr News Agency (persisch خبرگزاري مهر, Kürzel Mehr oder MNA) ist eine iranische Nachrichtenagentur. Sie wurde im Juni 2003 gegründet und hat ihren Sitz in Teheran. „Mehr“ unterhält Dienste auf Persisch, Englisch, Arabisch und Urdu, die Webseite enthält zusätzlich auch Artikel in Deutsch und Türkisch. Sie ist Teil der iranischen Islamic Ideology Dissemination Organization (IIDO), welche gegründet wurde, um für die Ideologie des Islams zu werben.
Sie wird von zahlreichen anderen internationalen Medien als „halbamtlich“ bezeichnet, Analysten sagen ihr enge Verbindungen zu Ajatollah Seyyed Alī Chāmene'ī nach. Vorsitzender der Agentur ist seit 2019 Mohammad Shojaeian, welcher zugleich Direktor der der iranischen Regierung unterstellten Zeitung Teheran Times ist.
Von der US-amerikanischen pro-israelischen Organisation Anti-Defamation League wurde sie als „Megaphon für notorische Holocaustleugner“ kritisiert, da sie Interviews mit mehreren bekannten Holocaustleugnern, wie zum Beispiel dem Neonazi Robert Faurisson, verbreitet hat. „Mehr“ publizierte darüber hinaus unter anderem ein Interview mit Noam Chomsky, einem  Kritiker der US-Außenpolitik.